# Liste der Monuments historiques in Ayguesvives
Die Liste der Monuments historiques in Ayguesvives führt die Monuments historiques in der französischen Gemeinde Ayguesvives auf.

## Liste der Bauwerke
| Bezeichnung | Beschreibung | Standort | Kennzeichnung | Schutzstatus | Datum | Bild |
| ----------- | ------------ | -------- | ------------- | ------------ | ----- | ---- |
| Schleuse    | Erbaut 1752  | (Lage)   | PA31000020    | Inscrit      | 1998  |      |
| Kanalbrücke | Erbaut 1687  | (Lage)   | PA31000019    | Inscrit      | 1998  |      |

## Liste der Objekte
| Bezeichnung                 | Beschreibung          | Standort                         | Kennzeichnung | Schutzstatus | Datum | Bild |
| --------------------------- | --------------------- | -------------------------------- | ------------- | ------------ | ----- | ---- |
| Gallo-römischer Meilenstein | Marmor                | in der Kirche St-Saturnin (Lage) | PM31000004    | Classé       | 1914  |      |
| Glocke                      | Bronze, 1521 gegossen | in der Kirche St-Saturnin (Lage) | PM31000003    | Classé       | 1908  |      |
| Weihwasserbecken            | Stein, 1612           | in der Kirche St-Saturnin (Lage) | PM31000005    | Classé       | 1914  |      |